# Eton College

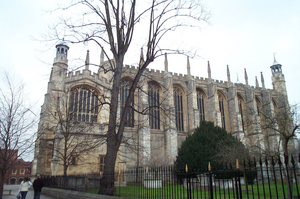
La cappella dell'Eton College

L'Eton College è una scuola superiore privata situata a Eton, nel Berkshire. È considerata la più famosa e prestigiosa scuola del Regno Unito.

## Storia

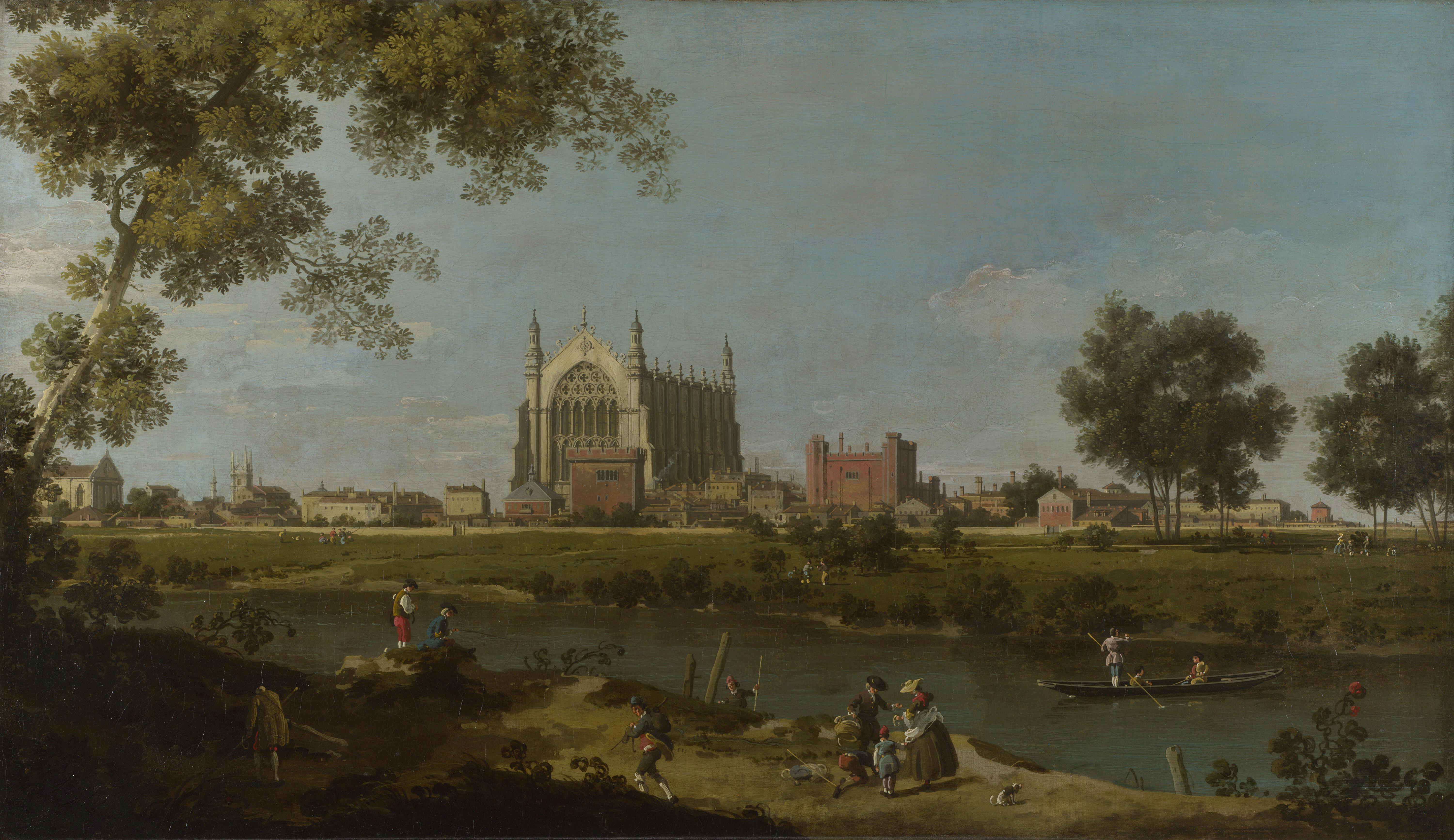
Il collegio di Eton sulla riva del Tamigi, dipinto da Canaletto

L'Eton College - scuola esclusivamente maschile - fu costituito per volere di Enrico VI nel 1440, con il nome di King's College of Our Lady of Eton beside Windsor. L'istituto nacque come scuola caritativa (charity school) per dare un'educazione gratuita a settanta bambini poveri, ma di rilievo, che potessero proseguire gli studi presso le Università di Oxford e Cambridge, in particolare al King's College di Cambridge, istituito dallo stesso re nel 1441 per creare una ideale continuità tra il college e l'università.
Enrico prese a modello il Collegio di Winchester, recandosi a visitarlo più volte, copiandone lo statuto e portandone via il rettore e alcuni professori per aprire il nuovo collegio. Il sovrano era personalmente interessato al progetto di costruzione della scuola e, per questo, frequenti furono i cambiamenti nei piani di costruzione dell'edificio. Particolare rilievo fu dato alla costruzione della cappella - dedicata alla Madonna Assunta - arricchita con opere d'arte e reliquie di santi. Tra le reliquie vi erano i resti di ciò che si supponevano essere la Croce di Cristo e la Corona di Spine. Enrico VI riuscì anche a ottenere dal Papa un privilegio unico in Inghilterra: la cappella di Eton divenne una meta di pellegrinaggio e i penitenti che vi si recavano il giorno dell'Assunzione di Maria - il 15 agosto - ottenevano l'indulgenza.
Enrico provvide il collegio di un'ingente dotazione, che comprendeva un patrimonio fondiario di grande valore. Tuttavia, quando Enrico VI fu deposto da Edoardo IV nel 1461, il nuovo re abrogò tutte le concessioni alla scuola e ne confiscò la maggior parte dei tesori, conferendoli alla Cappella di San Giorgio del Castello di Windsor, sull'altra riva del Tamigi. Secondo la leggenda, Jane Shore intervenne e riuscì a salvare la scuola, benché il patrimonio e il personale ne risultassero notevolmente ridotti. Da allora la scuola ha perso il suo carattere caritativo.
Il programma di studi originario si concentrava sulle preghiere, sul latino e sulla devozione, e fino al 1530 non si insegnava greco. Successivamente il nucleo degli studi fu costituito dalle materie classiche, in particolare il latino e la storia antica, e per i ragazzi abbastanza bravi il greco. 
In seguito a lamentele riguardanti il bilancio, gli edifici e la gestione di Eton, fu istituita nel 1861 la Clarendon Commission per svolgere un'inchiesta sullo stato di nove scuole inglesi, compresa Eton.

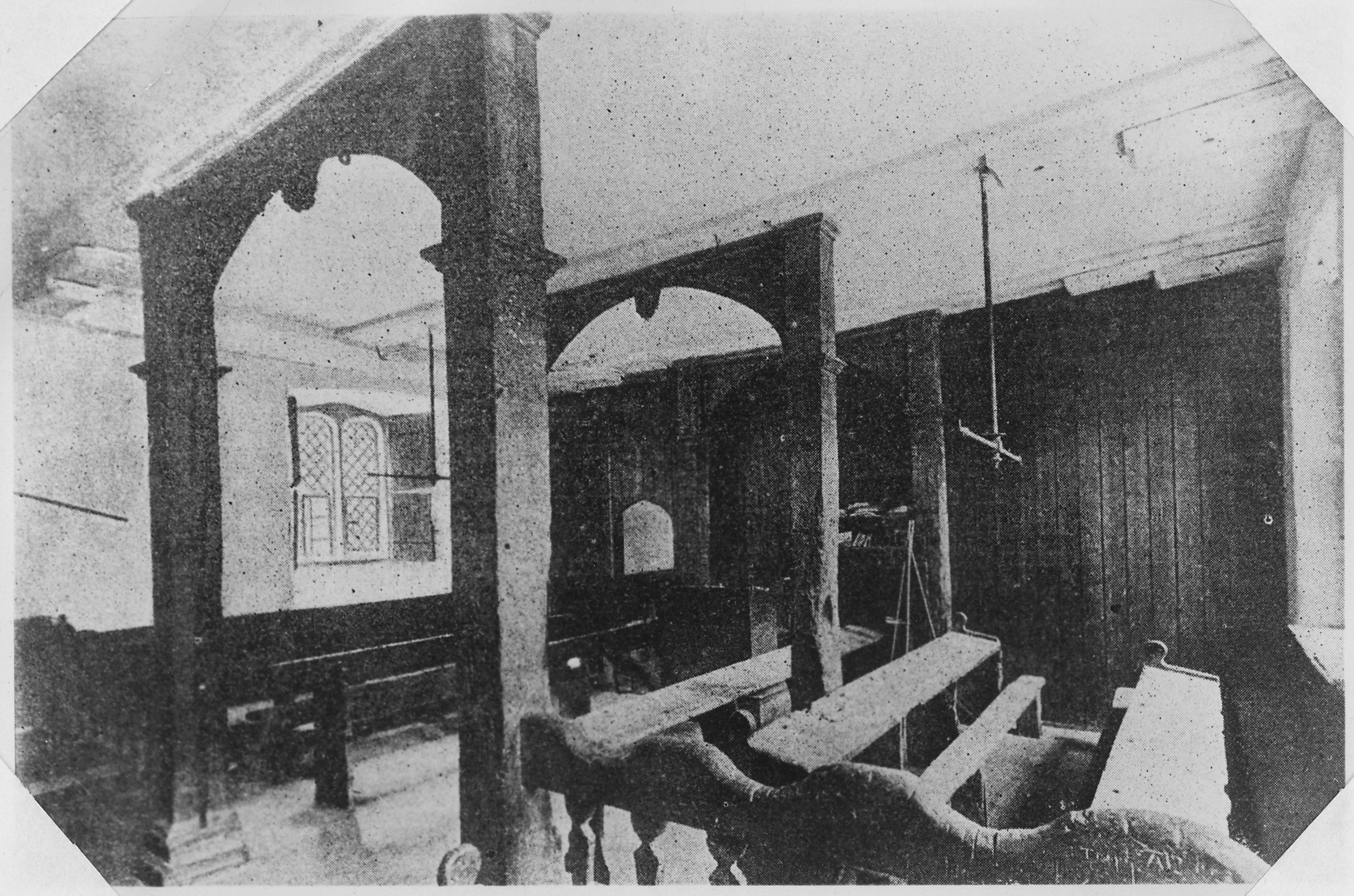
Un'aula di Eton nell'Ottocento

Tradizionalmente si usavano le punizioni corporali e il fagging, la pratica secondo cui gli allievi dei primi anni dovevano fare da servitori a quelli più anziani.

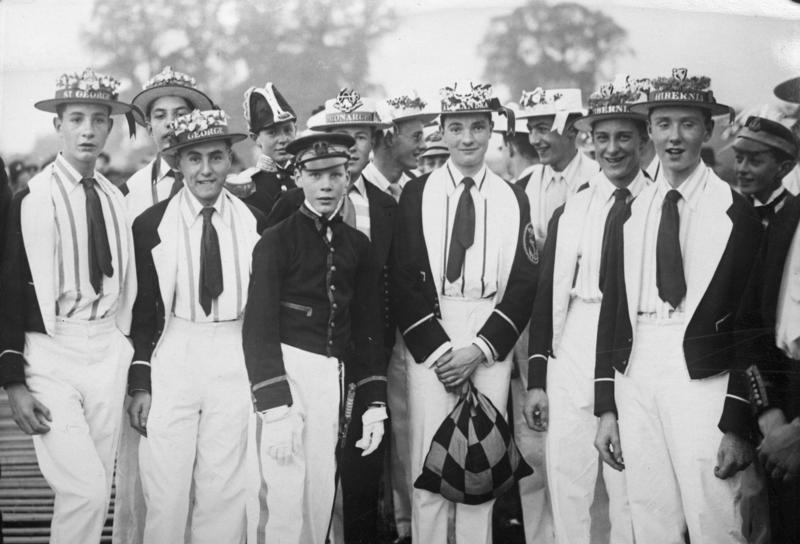
Studenti di Eton nel 1932

A partire dalla seconda metà dell'Ottocento il programma di studi è cambiato e si è ampliato: per esempio, ora ci sono più di cento studenti di cinese, che è una materia extracurricolare. Negli anni settanta vi era un solo calcolatore elettronico nella scuola, in una stanzetta dell'edificio dedicato alle scienze, che usava il nastro perforato per conservare i programmi informatici. Oggi tutti gli allievi devono avere il proprio laptop e tutte le aule e i dormitori sono connessi a internet.

## Insegnamento
La scuola conta studenti di età compresa tra i 13 e i 18 anni. Le materie oggetto di studio sono varie e spaziano dal campo umanistico a quello scientifico e classico: matematica, biologia, chimica, fisica, informatica, latino, greco, storia, geografia, storia dell'arte, economia, lingue straniere moderne. Ampio risalto viene dato anche alle attività extra-curriculari, come teatro, musica e sport.
Il rapporto fra allievi e insegnanti è di 8:1,, che è basso rispetto alla media delle scuole. Le classi contano venti-venticinque alunni nel primo anno, e scendono spesso sotto i dieci allievi nell'ultimo anno.
L'anno scolastico è diviso in tre trimestri (terms). Questi periodi sono chiamati halves ("metà") perché in origine l'anno scolastico era diviso in due metà, in mezzo alle quali gli allievi tornavano a casa. Attualmente i trimestri sono:
- Il Michaelmas Half ("trimestre di San Michele"), da inizio settembre a metà dicembre;
- Il Lent Half ("trimestre della Quaresima"), da metà gennaio a fine marzo;
- Il Summer Half ("trimestre estivo"), da fine aprile a fine giugno o inizio luglio.

Una lezione, della durata di circa quaranta minuti, è chiamata school e talvolta, quando si uniscono le varie sezioni, div (division).
Una punizione tradizionale nel caso vengano violate le regole di istituto è quella di far ricopiare a mano esametri latini. Per le trasgressioni più gravi è prevista la "Georgica", cioè la copiatura di un intero libro delle Georgiche (più di cinquecento esametri). La "Georgica" oggi è inflitta molto di rado.

## Ammissione
Negli anni sessanta Eton era criticata perché il 60% degli studenti erano figli di ex alunni e questo creava una "casta" chiusa destinata a occupare posizioni di potere: perciò l'esame di ammissione fu reso più difficile e si diede maggior peso alle effettive capacità intellettuali. A partire dagli anni ottanta, è stata sensibilmente aumentata la retta d'iscrizione al collegio, inoltre dal 1990 è stata abolita la Eton List, ovvero la pista preferenziale per i figli degli ex alunni: conseguentemente sono entrati a Eton più studenti ricchi da tutto il mondo e meno discendenti di famiglie "etoniane".
Nel 2012 circa un quinto degli allievi di Eton riceveva borse di studio.

## Residenze
Gli allievi di Eton sono divisi in due gruppi, detti King's Scholars e Oppidans.

### King's Scholars
Una residenza, detta College per antonomasia, è riservata ai settanta King's Scholars, che frequentano Eton in virtù delle borse di studio elargite dalla fondazione originaria e rinnovate ogni anno in base a un esame. Il nome di King's Scholars si riferisce al fatto che fu il re Edoardo VI a creare il sistema delle borse di studio. 
I King's Scholars si distinguono perché portano una toga nera sulla loro marsina: per questo sono anche soprannominati tugs (dal latino togati); essi vestono una cotta durante le funzioni nella cappella.
Gli scholars sono sottoposti all'autorità del Master in College e risiedono in alcuni edifici entro il recinto del collegio.

### Oppidans
Successivamente furono ammessi a frequentare la scuola anche allievi che pagavano la retta scolastica, che furono alloggiati nella cittadina ("town") di Eton, fuori del recinto originario del collegio. Questi allievi vennero chiamati Oppidans, dal latino oppidum, traduzione dell'inglese "town". Nel tempo per ospitare gli Oppidans si svilupparono le Houses come residenze studentesche, che generalmente alloggiano circa cinquanta ragazzi. La assegnazione alle residenze è del tutto indipendente dalle classi scolastiche, ma molti ragazzi passano molto tempo nella loro House. 
Le Houses degli Oppidans sono ventiquattro. A capo di ciascuna c'è uno House Master.

## Organizzazione
La scuola è diretta da un Provost coadiuvato da alcuni Fellows e insieme costituiscono il Board of Governors. A sua volta il Provost nomina lo Head Master. 
Il collegio si articola nelle venticinque Houses (il College e le ventiquattro residenze degli Oppidans), ognuna diretta da uno House Master, scelto fra i professori più anziani. La responsabilità principale degli studi di ogni allievo è affidata proprio allo House Master della sua residenza, ma questi è assistito da un direttore di studi, chiamato tutor. I tutors sono scelti dagli allievi stessi e dedicano a ciascuno dei propri "pupilli" tre sedute settimanali di circa quaranta minuti, in cui svolgono attività ritenute utili ad allargare l'orizzonte culturale dei ragazzi. 
Gli insegnanti sono circa 155. Il numero di studenti è aumentato nel tempo: nel 1678 erano 207; a fine Settecento erano diventati circa trecento; oggi superano i 1 300.
Quasi tutti i diplomati di Eton proseguono gli studi all'università, e circa un terzo si iscrive a Oxford o Cambridge.

## Uniforme

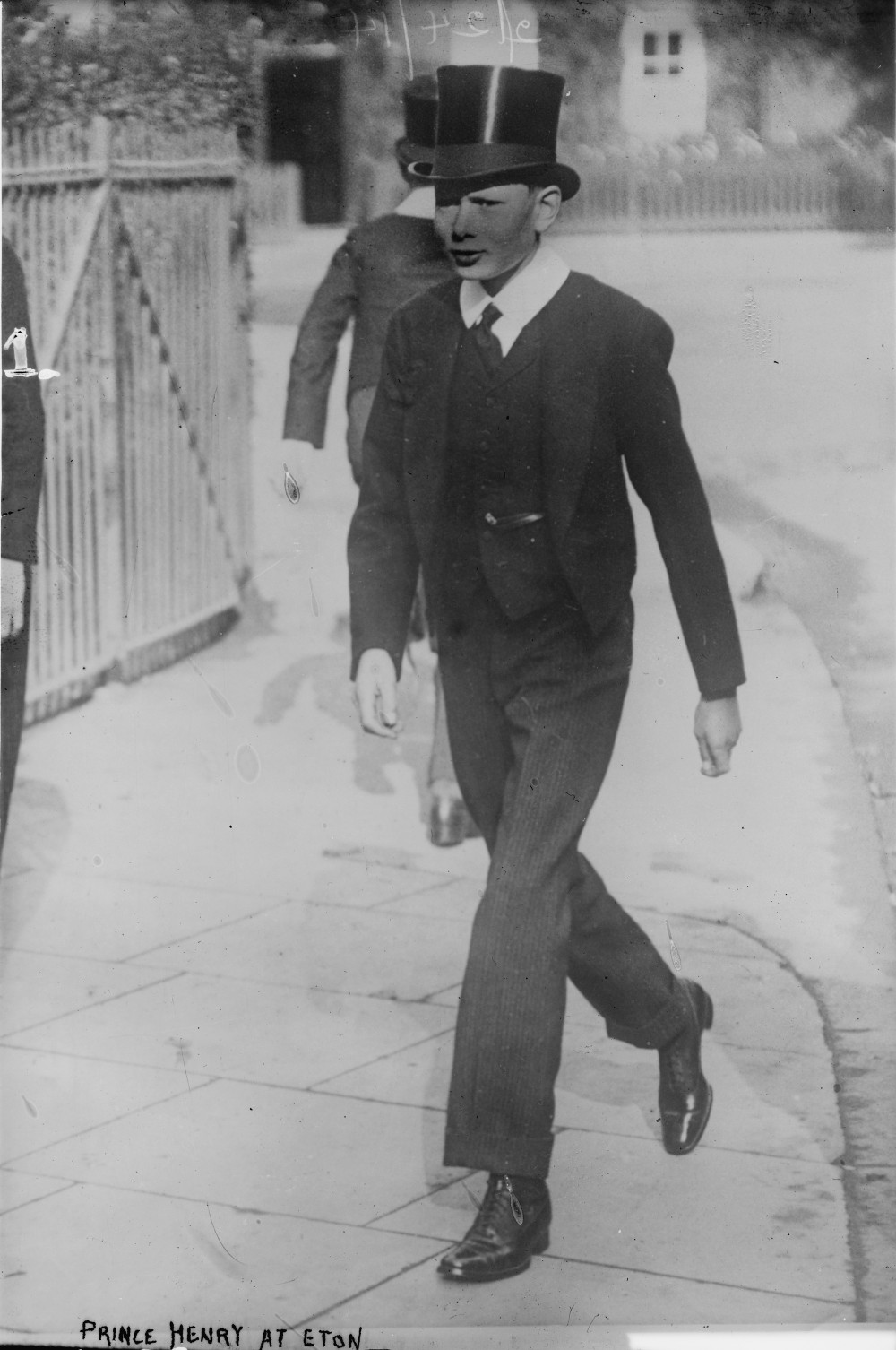
Il futuro duca di Gloucester quando era studente a Eton

Eton è nota per la sua tradizionale uniforme, risalente alla fine dell'Ottocento e costituita da una marsina nera, un panciotto nero e pantaloni gessati neri o grigi secondo l'anno; il cappello era un cilindro d'inverno e una paglietta d'estate. Il colletto detto Eton Collar era un colletto molto rigido e scomodo che ricadeva sui risvolti della giacca. I ragazzi sotto il metro e sessantatré vestivano una giacca corta, detta Eton jacket anziché la marsina.
A partire dal 1967 l'uniforme è stata semplificata: l'Eton Collar è stato sostituito da un normale colletto rigido con farfallino bianco. I ragazzi più giovani ancor oggi vestono in modo semplice e discreto. Sebbene dal 1990 la marsina non sia più obbligatoria, di fatto non si registra nessun cambiamento significativo. L'uniforme di Eton è infatti un simbolo di prestigio, perciò pochi sarebbero disposti ad abbandonarla, come dimostrano i vari referendum svoltisi nella scuola. Così l'evoluzione della divisa non è avvenuta per regolamento, perché la peer pressure è così forte che nessuno studente si azzarderebbe a fare delle modifiche se non si sentisse autorizzato.
I professori di Eton (quasi tutti uomini) portano un completo scuro con farfallino bianco e scarpe nere. Quando sono in servizio portano la toga con i simboli del loro grado e della loro università.